# Вместе (фильм, 1956)
«Вместе» (англ. Together) — полудокументальный фильм режиссёра Лоренцы Маццетти, вышедший на экраны в 1956 году в рамках программы первого смотра работ движения «Свободное кино». Лента была отмечена специальным упоминанием на Каннском кинофестивале в категории «короткометражный документальный фильм».

## Сюжет
Два молодых рабочих из лондонского Ист-Энда обладают общим недостатком: они глухонемые. По этой причине они стараются держаться вместе и заботиться друг о друге. Камера следует за ними в доки, на рынок, в бар, на ярмарку, в комнату, которую они снимают в одной из квартир. Обычно, завидев их на улице, отовсюду сбегаются дети и принимаются их дразнить. Это приводит к неожиданной и трагической развязке.

## О фильме
Съёмки фильма начались летом 1954 года под руководством 25-летнего режиссёра Лоренцы Маццетти, итальянки, учившейся тогда в Слэйдовской школе искусств (Slade School of Fine Art) в Лондоне. Работа была поддержана Фондом экспериментального кино при Британском киноинституте и лично директором института Денисом Форманом (Denis Forman), всего было выделено около 2000 фунтов. Лента снималась на 35-мм камеру при участии друзей Маццетти, в том числе скульптора Эдуардо Паолоцци и художника Майкла Эндрюса, которые снялись в главных ролях. В конце 1954 года Маццетти закончила работу и вернулась в Италию. Первоначально предполагалось снять немой фильм под названием «Стеклянный шарик» (The Glass Marble), однако результат, по мнению документалиста Бэзила Райта (Basil Wright), был столь хорош, что комитет фонда настоял на возвращении режиссёра и наложении звука. В этом помог Линдсей Андерсон, при участии которого был завершён монтаж и создание саундтрека: в фильме полностью отсутствуют диалоги, звучат лишь детские крики и песенки.
Работа была завершена в январе 1956 года, премьера состоялась на первом показе движения «Свободное кино». Фильм вызвал настоящую сенсацию, так что Маццетти дважды приглашалась в программу Panorama на BBC, а позже лента с успехом прошла на экране Каннского кинофестиваля.